# Rafael Alkorta
Rafael Alkorta Martínez (Bilbao, 1968. szeptember 16. –) spanyol válogatott labdarúgó, edző.

## Pályafutása
A szülővárosának az első számú klubjának az Athletic Bilbao akadémiáján nevelkedett. Itt először a B csapatban,  a Bilbao Athletic csapatában szerepelt, majd a felnőttek között bizonyíthatott. 1987. október 24-én a Real Valladolid ellen debütált a felnőtt keretben kezdőként. 172 bajnokin 2 gólt szerzett. Ezek után 1993 nyarán aláírt a Real Madrid csapatához. A klubban Fernando Hierro társaként állt a védelem középpontjában. Több mint 150 tétmérkőzésen lépett pályára a királyi klubnál és nyert két bajnoki címet, valamint egy szuperkupát, mielőtt visszatért volna az Athletic Bilbao együtteséhez 1997-ben. Több mint 100 mérkőzésen szerepelt ezt követően régi-új klubjában a 2002-es visszavonulásáig.

## Válogatott
Korosztályos válogatottakban is szerepelt. 1990. május 26-án a jugoszláv labdarúgó-válogatott elleni felkészülési mérkőzésen debütált a válogatottban. Tagja volt a válogatottnak az 1990-es labdarúgó-világbajnokságon, az 1994-es és az 1998-as tornán, valamint az 1996-os labdarúgó-Európa-bajnokságon is részt vett. Az 1990-es világbajnokságon a belga labdarúgó-válogatott elleni harmadik csoportmérkőzésen debütált a tornán a 82. percben Emilio Butragueño cseréjeként.

## Menedzserként
2014. július 1-jén a Real Madrid korábbi ikonja, Míchel felkérte hogy az Olimbiakósz csapatánál legyen az edzői stábjának a tagja. 24 mérkőzésen dolgoztak a görög klubnál együtt, majd miután Míchel távozott a klubtól Alkorta is távozott. 2015 augusztusában a spanyol edzőt a francia Marseille csapatához hívták, vele tartott Alkorta is egészen a 2016-os távozásukig.

## Sikerei, díjai
- Real Madrid
  - Spanyol bajnok: 1994–95, 1996–97
  - Spanyol szuperkupa: 1993